# Bruno Longhi (antifascista)
Bruno Longhi (Parma, 7 agosto 1909 – Parma, 15 febbraio 1945) è stato un antifascista italiano, impiegato, Medaglia d'oro al valor militare alla memoria.

## Biografia
Figlio di Ciro Longhi, Bruno aderì fin dal 1930 al comunismo e da militante svolse attività clandestina antifascista. Nel 1932 venne arrestato dalla polizia e denunciato al Tribunale speciale per attività sovversiva. Scarcerato a seguito della cosiddetta amnistia del decennale, e licenziato, a causa dell'arresto, dalla Banca Commerciale Italiana presso cui lavorava, continuò la lotta clandestina a Milano.
Nel 1936 tornò a Parma proseguendo l'attività clandestina. Dopo il 1940 s'impegnò ad accrescere i rapporti con gli appartenenti ad altri movimenti democratici. Nel 1941 favorì lo sviluppo di una rete di stampa e propaganda all'interno delle Officine Reggiane-Caproni di Reggio Emilia. Nella notte dell'8 settembre 1943 stilò e diffuse un manifesto che invitava i soldati, a seguito dell'armistizio, ad unirsi al popolo per cacciare gli invasori. Con il nome di copertura di "Fulvio" fece parte del Comitato di Liberazione Nazionale di Parma per il Partito Comunista, dove ebbe l'incarico di seguire la stampa clandestina e per questo si occupò di produrre e diffondere un giornale locale che si intitolava "La ricossa". Fu tra i maggiori contributori alla fondazione del Fronte della gioventù a Parma.
Nel 1944 organizzò una stamperia segreta in strada Farnese a Parma dove stampò L'Unità ed altro materiale propagandistico. Nel febbraio del 1945 Bruno Longhi venne arrestato dalla Sicherheitsdienst e torturato nei locali della Gestapo a Parma in viale San Michele, dove morì il 15 febbraio 1945. Per nasconderne la morte il corpo venne fatto sparire dai fascisti. Poche settimane dopo morirà anche il fratello minore Luigi, anch'egli impegnato nella Resistenza, arrestato nell'agosto 1944 e deportato a Dachau.
Il corpo di Bruno Longhi non fu mai più ritrovato. Il 9 marzo 1966 il Presidente della Repubblica Giuseppe Saragat gli conferì la Medaglia d'oro al valor militare alla memoria.

## Riconoscimenti e dediche
Alla memoria di Bruno Longhi è stata intitolata una via del centro storico di Parma, laterale di strada della Repubblica.